# Чодороу, Нэнси
Нэнси Чодороу (англ. Nancy Julia Chodorow; род. 21 января 1944 или 20 января 1944, Нью-Йорк, Нью-Йорк) — американская феминистка, социолог, психоаналитик и профессор. Наряду с Люс Иригарей и Юлией Кристевой с 70-х годов XX века является ключевым теоретиком феминистского психоанализа. Критически переосмысливая фрейдизм написала ряд значимых работ в контексте феминистской теории и психоанализа:
- Воспроизводство материнства: психоанализ и социология гендера (1978);[6][7][8] В 1996 году «Воспроизведение материнства» была выбрана журналом Contemporary Sociology[англ.] как одна из десяти самых влиятельных книг за последние 25 лет.
- Феминизм и психоаналитическая теория (1989);
- Сила чувств: в психоанализе, гендере и культуре (1999).

## Биография
Нэнси Чодороу родилась 20 января 1944 года в Нью-Йорке в еврейской семье. Её родители — Марвин и Лиа Чодороу (Ходоров). Отец был профессором прикладной физики. Чодороу была замужем за Майклом Райхом, профессором экономики. У них было двое детей, Рахиль и Габриэль. В 1977 году они разошлись.
Нэнси Чодороу закончила Рэдклифф-колледж в 1966 году, где училась под руководством Беатриче. Научная работа Чодороу была сосредоточена на личностной и культурной антропологии, которая теперь классифицируется как протофеминистические исследования. В 1975 году получила Phd. D. по социологии в Университете Брендайса. По совету Филиппа Слейтера, Чодороу сосредоточила свои исследования на бессознательном с помощью психоанализа. После защиты кандидатской диссертации Чодороу училась в психоаналитическом институте в Сан-Франциско с 1985 по 1993 год.

## Феминистский психоанализ
В своих работах Чодороу синтезирует анализ Фрейда с феминистским подходом, чтобы исследовать отношения между матерью и ребёнком. Используя фрейдистскую модель развития женщины, она показывает, каким образом гендерное развитие женщины связано с её отношениями с матерью.
По Чодороу, юноши получают больше внимания, чем девушки в процессе социализации и потому объектом желания женщины становятся те привилегии, которые получает парень. Желание мужчины удовлетворяются матерью в большем объёме, чем собственные, поэтому человек становится объектом желания для женщины, как тот, что получил собственное вознаграждение. Женщина решает эту проблему, превращая зависть к мужским привилегиям в гетеросексуальное желание к мужчинам. Используя психоаналитическую теорию, Чодороу объяснила, что девочки идентифицируют себя с матерью даже после того, как Эдипов комплекс символически отделяет парня от матери. Анализ Чодороу привел её к гипотезе о том, что желание девушки к мужчинам является следствием её желания внимания со стороны матери.
Кроме того, с помощью фрейдизма Чодороу доказывает, что различия между мужчинами и женщинами вызваны отсутствием отца и капиталистической системой. Чодороу определяет, как современные изменения в экономике влияют на устоявшиеся роли через совместное воспитание ребёнка обоими родителями. Основной тезис Чодороу: «Все дети в основном воспитываются женщинами». Распространение совместного воспитания поставило под сомнение традиционную роль матери, что привело к ситуации, где матери и дети не имеют достаточно времени друг для друга.
Чодороу одной из первых выяснила, что фрейдистская теория угнетает женщин, однако одновременно отыскала в ней основания для исследования того, как люди приобретают свой гендер, как развивается феминность и маскулинность и как сексизм воспроизводится через сексуальное неравенство. Чодороу определила, что формирование и кристаллизация гендера происходят не только через социальные институты, но и через преобразование в сознании и психике.

## Публикации
- Chodorow, Nancy. Individualizing gender and sexuality: theory and practice (англ.). — 1st ed. — New York, NY: Routledge, 2011. — 210 p. — ISBN 978-0-4158-9358-9.
- Chodorow, Nancy. The power of feelings: personal meaning in psychoanalysis, gender, and culture (англ.). — New Haven, Conn.: Yale University Press, 1999. — 328 p. — ISBN 978-0-3000-8909-7.
- Chodorow, Nancy. The psychodynamics of the family // The second wave: a reader in feminist theory (англ.). — New York: Routledge, 1997. — P. 181—197. — 414 p. — ISBN 978-0-4159-1761-2.
- Chodorow, Nancy. Femininities, masculinities, sexualities: Freud and beyond (англ.). — Lexington, Ky.: University Press of Kentucky, 1994. — 132 p. — ISBN 978-0-8131-0828-5.
- Chodorow, Nancy. Feminism and psychoanalytic theory (англ.). — New Haven: Yale University Press, 1989. — 286 p. — ISBN 978-0-3000-5116-2.
- Chodorow, Nancy. The reproduction of mothering: psychoanalysis and the sociology of gender (англ.). — Berkeley, 1978. — 263 p. — ISBN 978-0-5200-3892-9.

На русском языке
- Чодороу Н. Воспроизводство материнства: психоанализ и социология пола (часть III. Половая идентификация и воспроизводство материнства) // Антология гендерной теории / пер. с англ. О. Рябкова. — Минск: Пропилеи, 2000. — С. 29—76. — ISBN ISBN 985-6329-32-9.
- Чодороу Н. Воспроизводство материнства. Психоанализ и социология гендера / пер. с англ. Сон И. Гиль. — М.: РОССПЭН, 2006. — 496 с. — (Гендерная коллекция - зарубежная классика). — ISBN 5-8243-0672-9.